# Jan Griffier
Jan Griffier, né vers 1652 à Amsterdam et mort vers 1718 à Londres, est un peintre et graveur néerlandais du Siècle d'or néerlandais, spécialisé dans le paysage à l’italienne mais également le paysage urbain. Il a passé une bonne partie de sa vie active en Angleterre.
Certaines de ses œuvres, dont Plaisirs d'hiver, sont conservées au musée royal des Beaux-Arts d'Anvers.

## Biographie
Après avoir commencé à travailler comme charpentier, profession qui ne lui plaisait pas, Griffier découvrit, grâce un ami céramiste, cette discipline, et commença à étudier la peinture florale. À Amsterdam, où il était au contact de peintres de renom comme Rembrandt, Ruisdael, Lingelbach et Saftleven, dont le travail l’a inspiré et influencé, il devint l’élève du peintre paysagiste Roelant Roghman, et de Philips Wouwerman,. Il semble également qu’il ait sollicité son entrée dans l’atelier de Rembrandt, mais que ce dernier ait refusé pour ne pas blesser son ami Roghman. En 1666 ou 1667, il suivit son ami, le peintre paysagiste, Jan Looten, à Londres, et travailla pour et avec lui tout en poursuivant son éducation. Pendant la période où il a vécu en Angleterre, il a joui de la célébrité et de la protection du duc de Beaufort.
Si l’influence exercée sur lui par Roghman et Looten se remarque principalement dans le grand tableau l’Arche de Noé, les œuvres de sa période de maturité présentent néanmoins des similitudes avec celles de Herman Saftleven II,, aussi bien dans les couleurs que dans les sujets. Griffier a réalisé une série de vues de la région de la Rhénanie de petite dimension à la finition soigneuse, et très détaillées. La richesse de la texture et de la ligne de ces œuvres d’horizon haute rappellent les paysages flamands du début du XVIIe siècle, en particulier ceux de Brueghel le Jeune. Il a également peint des vues de plusieurs villes britanniques, dont Londres, Oxford, Gloucester et Windsor, réalisée plus rapidement et moins en détail que les précédentes, précieuses preuves topographiques, qui suggèrent que ses voyages en Angleterre furent extensifs. En 1677, il a intégré la Worshipful Company of Painter-Stainers (en) de Londres, pour lesquels il a peint un paysage de ruines.

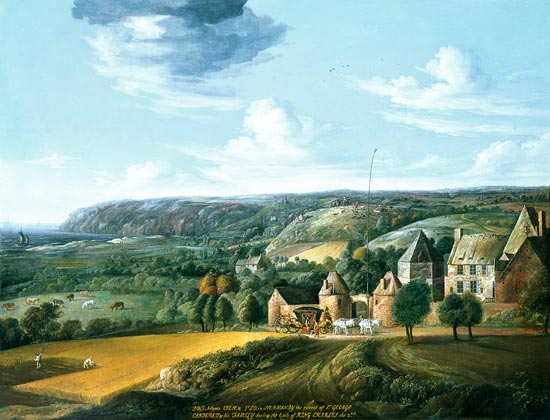
Vue du manoir de Potrel, 1650.

En 1695, il retourna aux Pays-Bas, où il resta pendant environ dix ans visitant Rotterdam et l’ensemble du pays par bateau. Selon Arnold Houbraken, auteur de De Groote Schouburgh der Nederlantsche konstschilders en schilderessen, qui contient les biographies des peintres du XVIIe siècle, un voyage en bateau entrepris en 1695 avec sa famille aux Pays-Bas s’acheva par un naufrage. Griffier et sa famille survécurent, mais tous ses biens, y compris de nombreuses œuvres d’art qu’il avait avec lui, à ce moment-là, furent perdues. Il se fixa alors à Rotterdam où il acheta un nouveau bateau, qu’il utilisait pour se déplacer avec sa famille lors de ses voyages, pour pouvoir continuer à gagner sa vie en peignant des paysages. Après une période de dix ans en Hollande, aux alentours de 1707, il retourna à Londres, où il s’était marié et qui est devenu son pays d’adoption.
La dernière période de sa carrière artistique se caractérise par un choix plus large de sujets peints, y compris des marines et des paysages fantastiques avec des grottes et des figures. Comme graveur, il était prolifique, et on lui doit l’exécution d’un grand nombre d’estampes représentant des oiseaux d’après Francis Barlow. Ses mezzotintes reproduisent portraits après Peter Lely, Hendrick ter Brugghen et Godfrey Kneller.
Son fils Robert Griffier, dont les œuvres non signées de ses débuts sont difficiles à distinguer de celles de son père, a été son élève. Son neveu, Jan Griffier II, était peintre de paysage.

## Peintures
- Vue du manoir de Potrel, 1650[8] ;
- Vue de Blackfriars et de Ludgate Hill pendant le grand incendie de Londres, v. 1675[9] ;
- L'Arche de Noé, 1700, 400 × 400 cm, Bristol, Bristol Museum and Art Gallery[10] ;
- La Tamise à Horseferry Road, 1706[11] ;
- Vue panoramique de Lambert Palace de la Tamise avec des figures au premier plan et la cathédrale Saint-Paul en fond, huile sur toile, 62 × 154 cm, 1709-1718, coll. privée[12] ;
- Vue de Londres à partir de Greenwich, en 1710-1715, Bucarest, Musée national d'Art de Roumanie[2] ;
- Plaisirs d’hiver, Anvers, Musée Royal des Beaux-Arts d'Anvers[13] ;
- Paysage avec ruines ;
- Paysage d’été sur le Rhin et paysage et d’hiver sur le Rhin, 2 œuvres, huile sur panneau, 51 × 63 cm, signé[14] ;
- Vue de la Meuse avec des bateaux et des figures, huile sur cuivre, 51,2 × 58,8 cm, signé[15] ;
- Vue du Rhin avec des paysans et les navires au premier plan et une ville en arrière-plan, huile sur panneau, 34 × 40,6 cm, signé[16] ;
- Passage de la douane, Strasbourg, Musée des Beaux-Arts[2].